# Back to the Future: The Ride
Back To The Future: The Ride was een simulator gebaseerd op de Back to the Future-filmtrilogie. De attractie werd geopend op 2 mei 1991. De attractie is te was te vinden in Universal Studios Japan, Universal Studios Florida en Universal Studios Hollywood.
In de attractie zitten de mensen in een aantal De Loreans, die zijn geplaatst onder een enorm IMAX Koepelscherm. De De Loreans bewegen mee met wat er op het scherm te zien is.

## Rit
De rit begint met een video waarin de personages uit de drie films te zien zijn. Door een fout van Doc Brown (Christopher Lloyd) slaagt Biff Tannen (Thomas F. Wilson) erin om de De Lorean tijdmachine te stelen. Biff sluit Doc op in zijn laboratorium, en gaat er met de De Lorean vandoor.
Om Biff tegen te houden stuurt Doc 8 “vrijwilligers” (de mensen in de attractie) achter Biff aan met een tweede De Lorean. De acht vrijwilligers volgen Biff door verschillende tijden. Aan het eind weten ze zijn De Lorean in te halen en terug te stoten naar het heden. De De Lorean van de 8 vrijwilligers wordt door Doc bestuurd via een afstandsbediening, terwijl hij via een videoscherm meldt wat er gebeurt.
De rit gaat onder andere door de ijstijd, het hart van een actieve vulkaan, het jaar 2015, de prehistorie en zelfs helemaal naar het ontstaan van de Aarde.

## Script en muziek
Robert Zemeckis en Bob Gale, beide schrijvers van de drie films, hadden niets te maken met de attractie. Maar toen de schrijver van het script van de attractie hen het script liet zien waren beide tevreden. De voorvideo en het videocommentaar van Doc werden geregisseerd door Douglas Trumbull. De muziek werd gecomponeerd door Alan Silvestri, die ook de muziek voor de films componeerde.

## Opbouw
De attractie is een bewegingssimulator waarin 12 auto’s, elk met ruimte voor 8 inzittenden, zijn geplaatst onder een 21,3 meter hoog IMAX koepelscherm. De auto’s zijn zo opgesteld dat inzittenden van een auto niet de andere 11 auto’s in de attractie kunnen zien. De auto’s kunnen alle kanten op bewegen met wat op het scherm te zien is.
De attractie in Orlando heeft momenteel nog maar een van de twee koepels in gebruik. De andere koepel zal worden gesloten om ruimte te maken voor een andere attractie.

## Trivia
- Gedurende de rit, in de scène waar de De Lorean bijna tegen de Hill Valley klokkentoren botst, is rechts in een steegje een styrofoam mok te zien die een verdieping hoog lijkt. Dit komt waarschijnlijk omdat iemand per ongeluk de mok op de miniatuurset heeft laten staan tijdens het filmen van de scène.